# Precious (소금의 음반)
Precious는 대한민국의 싱어송라이터 소금의 2번째 정규 음반으로, AOMG를 통해 2021년 10월 22일에 발매되었다. 한국대중음악상 최우수 R&B 음반 후보에 올랐다.

## 배경
소금은 <밴드왜건 아시아>와의 인터뷰에서 음반의 창작 방향에 대해 밝혔다.
저는 음악은 대중성, 비주얼은 예술성에 초점을 맞췄어요. 음악과 비주얼의 차이가 제가 겪고 있는 혼란을 표현할 것이라고 생각했고, 그런 불균형은 제 음악뿐만 아니라 사람들과의 관계에도 영향을 미쳤어요. 제가 원하는 것을 설명하고 표현하는 것이 중요하다고 생각했어요.

## 발매
AOMG는 2021년 10월 18일에 공식 SNS를 통해 '나무들 사이로 사람인 듯, 귀신인 듯 알 수 없는 형체가 붉은색 원으로 표시되어 있는 이미지'를 공개했다. 19일에는 사진 속 형체를 '장충동 흰 보자기'라 부른 카드 뉴스를 SNS에 올렸다. 20일에는 음반 표지와 프리뷰 영상을 공개했다.

## 음악 및 가사
음반은 부드러운 "Precious"로 시작하여 격렬한 댄스 음악과 힙합의 혼합 "My Time Is Gold"로 전개된다. "컴플렉스"의 '퍼즈 기타 리프는 트랙의 분위기를 빠르게 뒤집으며 긴박감'을 준다. 가사 면에서 소금은 '복잡한 계산 없이 사랑하는 상대를 향해 순수하게 직진'한다. "아니 벌써"에서 '사랑하는 사람을 떠나보내는 이야기'를 다루고, "내 사랑"에서 트랩 비트 위에 질투와 사랑에 대해 말한다.

## 평가
<바이스>의 테레즈 레예스는 음반이 '잘 짜여졌으나 여전히 포크 음악 같고 자유로운 형태'라고 평했다. <온음>의 조지환은 소금이 '고유하고 독특한 색의 재미를 갖춘 노래들을 만들기'에 성공했다고 적었다. <리드머>는 'Sobrightttttttt의 전위적인 사운드와 대중적인 접근이 적절히 어우러져 익숙하면서도 새로운 알앤비 음악이 탄생했다'고 평했다.

### 연말 목록
| 출판사   | 목록                             | 순위 | 각주  |
| -------- | -------------------------------- | ---- | ----- |
| <리드머> | 2021년 최고의 한국 R&B 음반 10장 | 2    | [ 6 ] |

## 수상 및 후보
| 시상식         | 연도 | 부문            | 결과 | 각주  |
| -------------- | ---- | --------------- | ---- | ----- |
| 한국대중음악상 | 2022 | 최우수 R&B 음반 | 후보 | [ 8 ] |

## 곡 목록
전체 작사: 소금. 전체 작곡: 소금, 글로잉독
| #            | 제목                                          | 작사          | 작곡          | 재생 시간 |
| ------------ | --------------------------------------------- | ------------- | ------------- | --------- |
| 1.           | 〈Precious〉                                  |               |               | 2:26      |
| 2.           | 〈컴플렉스〉                                  |               |               | 3:23      |
| 3.           | 〈처방전〉                                    |               |               | 3:26      |
| 4.           | 〈Do I Have Your Love?〉                      |               |               | 3:46      |
| 5.           | 〈Fairytale〉                                 |               |               | 3:20      |
| 6.           | 〈어제 그 사람〉                              |               |               | 3:29      |
| 7.           | 〈아니 벌써〉                                 |               |               | 3:06      |
| 8.           | 〈내 사랑〉                                   |               |               | 2:22      |
| 9.           | 〈My Time Is Gold〉 (featuring 오메가 사피엔) | 오메가 사피엔 | 오메가 사피엔 | 2:40      |
| 총 재생 시간 | 총 재생 시간                                  | 총 재생 시간  | 총 재생 시간  | 28:03     |